# Liste der denkmalgeschützten Objekte in Übelbach
Die Liste der denkmalgeschützten Objekte in Übelbach enthält die 12 denkmalgeschützten, unbeweglichen Objekte der Gemeinde Übelbach im steirischen Bezirk Graz-Umgebung.

## Denkmäler
| Foto |                 | Denkmal                                                                                        | Standort                                                | Beschreibung | Metadaten |
| ---- | --------------- | ---------------------------------------------------------------------------------------------- | ------------------------------------------------------- | --- | --- |
| ja   | Datei hochladen | Ehem. Hammerherrenhaus, sog. Goldschmiedschlössl HERIS-ID: 37250 Objekt-ID: 36340              | Kleintal 1 Standort KG: Kleinthal                       | Das Goldschmiedschlössl wurde 1783 von der Hammerherrenfamilie Schröckenfuchs erbaut. Das Herrenhaus ist über einem U-förmigen Grundriss zweigeschoßig mit einer 13-achsigen Vorderseite. Das schmiedeeiserne Parktor stammt aus der zweiten Hälfte des 19. Jahrhunderts. | BDA-Hist.: Q37974658 Status: Bescheid Stand der BDA-Liste: 2025-06-30 Name: Ehem. Hammerherrenhaus, sog. Goldschmiedschlössl GstNr.: .103 Goldschmiedschlössl Kleintal                |
| ja   | Datei hochladen | Mariensäule mit Kriegerdenkmal HERIS-ID: 98988 Objekt-ID: 114979                               | bei Alter Markt 43 Standort KG: Übelbach Markt          | Die barocke Mariensäule wurde zu einem Kriegerdenkmal umgestaltet, der Kriegerkopf stammt von Wilhelm Gösser. | BDA-Hist.: Q37773047 Status: § 2a Stand der BDA-Liste: 2025-06-30 Name: Mariensäule mit Kriegerdenkmal GstNr.: 1469/1                                                                 |
| ja   | Datei hochladen | Altes Rathaus HERIS-ID: 99018 Objekt-ID: 115011                                                | Alter Markt 57 Standort KG: Übelbach Markt              | Das alte Rathaus stammt aus dem 16./17. Jahrhundert und wurde früher als k.k. Postexpedition benutzt. | BDA-Hist.: Q37773173 Status: § 2a Stand der BDA-Liste: 2025-06-30 Name: Altes Rathaus GstNr.: .53                                                                                     |
| ja   | Datei hochladen | Gemeindeamt HERIS-ID: 99020 Objekt-ID: 115013                                                  | Alter Markt 64 Standort KG: Übelbach Markt              | | BDA-Hist.: Q37773184 Status: § 2a Stand der BDA-Liste: 2025-06-30 Name: Gemeindeamt GstNr.: .46                                                                                       |
| ja   | Datei hochladen | Bräuer-Kreuz HERIS-ID: 99047 Objekt-ID: 115048                                                 | Alter Markt 71, in der Nähe Standort KG: Übelbach Markt | Der Nischenbildstock wurde 1975 an den Ortseingang versetzt und erneuert. Die Malereien stammen von Toni Fötsch aus dem Jahre 1978. | BDA-Hist.: Q37773311 Status: § 2a Stand der BDA-Liste: 2025-06-30 Name: Bräuer-Kreuz GstNr.: 1464/12 Bräuer-Kreuz                                                                     |
| ja   | Datei hochladen | Bahnhof HERIS-ID: 99042 Objekt-ID: 115036                                                      | Bahnhofstraße 108 Standort KG: Übelbach Markt           | Das Aufnahmegebäude wurde 1919 erbaut und zeigt ein typisches Lokalbahnschema mit sparsamen Jugendstildekor. Anmerkung: Geschützt sind das Aufnahmsgebäude und ein Nebengebäude | BDA-Hist.: Q110485857 Status: § 2a Stand der BDA-Liste: 2025-06-30 Name: Bahnhof GstNr.: .198, .196 Aufnahmsgebäude Bahnhof Übelbach                                                  |
| ja   | Datei hochladen | Kath. Pfarrkirche hl. Laurentius und Friedhof mit Ummauerung HERIS-ID: 51661 Objekt-ID: 57374  | bei Gleinalmstraße 104 Standort KG: Übelbach Markt      | Die Kirche wurde 1328 erwähnt, der heutige Bau ist spätgotisch aus den 1520er-Jahren. Der Chor mit rauten- und Netzrippengewölbe auf Schildkonsolen ist zweijochig mit 5/8-Schluss, er liegt tiefer als das Langhaus, zu dem Stufen hinaufführen. Dieses weist ein Netzrippengewölbe auf Halbrunddiensten auf, die auf eingestellten Strebepfeilern ruhen. Der eingestellte Westturm mit Zeltdach und gekuppelten Schallfenstern stammt aus dem 16./17. Jahrhundert. Die Innenausstattung ist klassizistisch aus dem späten 18. und frühen 19. Jahrhundert. Das Friedhofskreuz stammt vom Ende des 18. Jahrhunderts. | BDA-Hist.: Q1788321 Status: § 2a Stand der BDA-Liste: 2025-06-30 Name: Kath. Pfarrkirche hl. Laurentius und Friedhof mit Ummauerung GstNr.: .161 Pfarrkirche hl. Laurentius, Übelbach |
| ja   | Datei hochladen | Pfarrhof HERIS-ID: 113855 Objekt-ID: 132240seit 2020                                           | Gleinalmstraße 104 Standort KG: Übelbach Markt          | Anmerkung: Der Pfarrhof war bis 2019 als Pfarrhof und Wirtschaftsgebäude unter der ID 114975 geschützt. | BDA-Hist.: Q37773031 Status: § 2a Stand der BDA-Liste: 2025-06-30 Name: Pfarrhof GstNr.: .162 Pfarrhof Übelbach                                                                       |
| ja   | Datei hochladen | Volksschule Übelbach mit straßenseitiger Mauer und Bildstock HERIS-ID: 99044 Objekt-ID: 115038 | Gleinalmstraße 120 Standort KG: Übelbach Markt          | | BDA-Hist.: Q37773279 Status: § 2a Stand der BDA-Liste: 2025-06-30 Name: Volksschule Übelbach mit straßenseitiger Mauer und Bildstock GstNr.: 134/2 Volksschule Übelbach               |
| ja   | Datei hochladen | Kapellenbildstock hl. Johannes Nepomuk HERIS-ID: 99046 Objekt-ID: 115045                       | in der Nähe Mühlengasse 220 Standort KG: Übelbach Markt | | BDA-Hist.: Q37773299 Status: Bescheid Stand der BDA-Liste: 2025-06-30 Name: Kapellenbildstock hl. Johannes Nepomuk GstNr.: 100/4 Johannes-Nepomuk-Bildstock, Übelbach                 |
| ja   | Datei hochladen | Ehem. Hammerherrenhaus HERIS-ID: 99049 Objekt-ID: 115053                                       | Vormarktstraße 1 Standort KG: Übelbach Markt            | | BDA-Hist.: Q37773329 Status: Bescheid Stand der BDA-Liste: 2025-06-30 Name: Ehem. Hammerherrenhaus GstNr.: .164/1 Altes Hammerherrenhaus Übelbach                                     |
| ja   | Datei hochladen | Marktkirche hl. Michael HERIS-ID: 98985 Objekt-ID: 114976                                      | Standort KG: Übelbach Markt                             | Die Marktkirche wurde 1460 erwähnt, ist jedoch älter. Das breite Langhaus, an dem noch romanische fenster sichtbar sind, geht in einen einjochigen Chor mit 5/8-Schluss über. Die barocke Flachdecke des Langhauses ist stuckverziert. Auf der Kirche befindet sich ein kleiner Dachreiter mit Zwiebelhelm. Der Hochaltar ist Rokoko aus der Zeit um 1770, die übrige Ausstattung etwas jünger. | BDA-Hist.: Q1901087 Status: § 2a Stand der BDA-Liste: 2025-06-30 Name: Marktkirche hl. Michael GstNr.: .21 Marktkirche hl. Michael, Übelbach                                          |